# Sofia Coppola
Sofia Carmina Coppola (Nueva York, 14 de mayo de 1971) es una directora, guionista, productora y actriz estadounidense. Dirigió Las vírgenes suicidas y en 2003 ganó un Premio Óscar a mejor guion original por Lost in Translation, además de ser la tercera mujer en la historia en ser nominada a mejor director por la Academia de los Óscar. Es hija de Francis Ford Coppola.

## Vida personal
Sofia nació en Nueva York, siendo la última hija del director y productor Francis Ford Coppola y la decoradora y artista Eleanor Coppola, por lo que tiene ascendencia irlandesa, inglesa e italiana. Es sobrina de la actriz Talia Shire y prima de los actores Jason Schwartzman y Nicolas Cage.
En 1989, se graduó en la Escuela Secundaria de Santa Helena, más tarde asistió a Mills College y al Instituto de Artes de California. Tras abandonar la universidad, Coppola creó una línea de ropa llamada Milkfed, que actualmente solo se vende en Japón. 
Estuvo casada con el director Spike Jonze del 26 de junio de 1999 al 5 de diciembre de 2003, cuando presentaron una demanda de separación alegando "diferencias irreconciliables". En 2011, se casó en Bernalda con el vocalista de la banda francesa Phoenix, Thomas Mars, con el que tiene dos hijas, Romy, llamada así en honor al hermano de Sofia, Roman, y otra, Cosima.

## Carrera

### Actriz
La carrera cinematográfica de Sofia Coppola comenzó a muy temprana edad, ya que siendo un bebé apareció en la película El padrino en la escena del bautismo interpretando a Michael Francis Rizzi, y en El Padrino II aparece como un niño inmigrante. Además, ha participado en siete de las películas de su padre. Su papel más conocido fue el de Mary Corleone en El padrino III (1990), en un papel que estaba pensado inicialmente para Winona Ryder, quien no pudo participar debido a una enfermedad, y recibió muchas críticas negativas.
Otras películas en las que participó como actriz fue en el cortometraje Frankenweenie de Tim Burton, bajo el nombre de Domino,Inside Monkey Zetterland (1992) y Star Wars: Episodio I - La amenaza fantasma (1999). 

### Directora de cine
Su primera experiencia detrás de la cámara fue con el corto Lick the star (1998). Posteriormente, llegaría su reconocimiento a nivel mundial con Las vírgenes suicidas (1999) y, más adelante, Lost in Translation (2003). Por esta película ganó el premio Óscar al mejor guion original, además de obtener otras tres nominaciones, entre ellas la de mejor película, y tres premios Globos de Oro, entre ellos el de mejor película en la categoría de comedia o musical. Con su nominación a los Óscar en la categoría de mejor director se convirtió en la tercera mujer en estar nominada en esta categoría y ser la primera estadounidense. En 2004, fue invitada a unirse a la AMPAS.
En 2006, estrena su película Marie Antoinette (2006), adaptación de la biografía de la reina de Francia escrita por la historiadora británica Antonia Fraser. La actriz Kirsten Dunst interpreta en papel de la reina, y el actor Jason Schwartzman interpretó el papel de Luis XVI.
En 2010, gana el León de Oro del Festival Internacional de Cine de Venecia por su película Somewhere, la historia de una estrella de Hollywood interpretada por Stephen Dorff que vive en el hotel Chateau Marmont de Los Ángeles y el cambio radical de vida que sufre con la llegada de su hija, interpretada por Elle Fanning.

En 2013, estrenó la cinta The Bling Ring, protagonizada por Emma Watson y Taissa Farmiga, dentro de la sección Un Certain Regard del Festival de Cannes del mismo año.

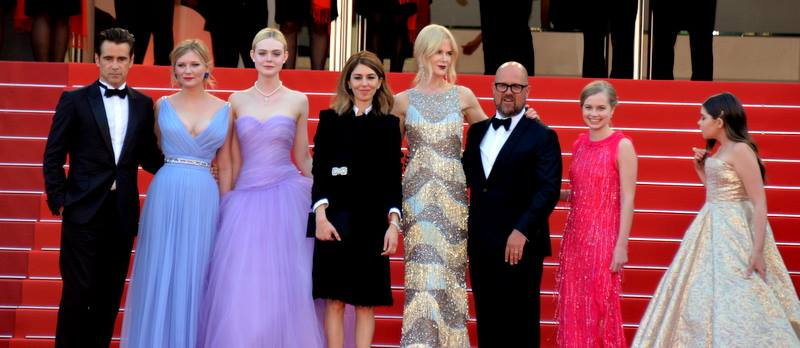
Sofia Coppola con el elenco de la película The Beguiled en el festival de Cannes.

La directora colaboró de nuevo con Bill Murray en una nueva producción titulada A Very Murray Christmas, protagonizada por Murray y Mitch Glazer. Es una película de comedia con temática navideña, siendo estrenada de manera exclusiva en Netflix en diciembre de 2015.
En el Festival de Cine de Cannes de 2017, se convirtió en la segunda mujer, y primera mujer estadounidense, en la historia del festival en ganar un galardón a mejor dirección gracias a su trabajo en la cinta The Beguiled.

## Filmografía

### Dirección
| Año  | Título                  | Directora | Guionista | Productora | Notas                        |
| ---- | ----------------------- | --------- | --------- | ---------- | ---------------------------- |
| 1998 | Lick the Star           | Sí        | Sí        | Sí         | Cortometraje                 |
| 1999 | The Virgin Suicides     | Sí        | Sí        |            |                              |
| 2003 | Lost in Translation     | Sí        | Sí        | Sí         |                              |
| 2006 | Marie Antoinette        | Sí        | Sí        | Sí         |                              |
| 2010 | Somewhere               | Sí        | Sí        | Sí         |                              |
| 2013 | The Bling Ring          | Sí        | Sí        | Sí         |                              |
| 2015 | A Very Murray Christmas | Sí        | Sí        | Sí         | Especial navideño de Netflix |
| 2017 | The Beguiled            | Sí        | Sí        | Sí         |                              |
| 2020 | On the Rocks            | Sí        | Sí        | Sí         |                              |
| 2023 | Priscilla               | Sí        | Sí        | Sí         |                              |

### Actuación
| Año  | Película                                                | Papel            | Director             | Notas         |
| ---- | ------------------------------------------------------- | ---------------- | -------------------- | ------------- |
| 1972 | El padrino                                              | Niño             | Francis Ford Coppola | Sin acreditar |
| 1974 | El padrino II                                           | Niña             | Francis Ford Coppola | Sin acreditar |
| 1983 | The Outsiders                                           | Niña pequeña     | Francis Ford Coppola | Como Domino   |
| 1983 | La ley de la calle                                      | Donna            | Francis Ford Coppola | Como Domino   |
| 1984 | Frankenweenie                                           | Anne Chambers    | Tim Burton           | Como Domino   |
| 1984 | Cotton Club                                             | Niña en la calle | Francis Ford Coppola | Como Domino   |
| 1986 | Peggy Sue Got Married                                   | Nancy Kelcher    | Francis Ford Coppola |               |
| 1986 | Faerie Tale Theatre: The Princess Who Had Never Laughed | Gwendolyn        | Mark Cullingham      | Como Domino   |
| 1987 | Anna                                                    | Noodle           | Yurek Bogayevicz     |               |
| 1988 | Tucker: The Man and His Dream                           | sin acreditar    | Francis Ford Coppola |               |
| 1990 | El padrino III                                          | Mary Corleone    | Francis Ford Coppola |               |
| 1992 | Inside Monkey Zetterland                                | Cindy            | Jefery Levy          |               |
| 1992 | Deeper and Deeper Madonna                               | Ella misma       | Bobby Woods          |               |
| 1999 | Star Wars: Episodio I - La amenaza fantasma             | Saché            | George Lucas         |               |
| 2001 | CQ                                                      |                  | Roman Coppola        |               |

### Videos musicales (Directora)
- "I just don't know what to do with myself" - The White Stripes
- "This here giraffe" - The Flaming Lips
- "City girl" - Kevin Shields
- "Playground love" - Air
- "Shine" - Walt Mink
- "Chloroform" - Phoenix

- "Elektrobank" - The Chemical Brothers (como actriz)
- "Sometimes salvation" - The Black Crowes (como actriz)

### Publicidad
- Miss Dior Chérie fragance por Christian Dior, con Maryna Linchuk (2008).
- City of Light fragrance por Christian Dior, con Natalie Portman (2010).
- Marni colección para H&M, protagonizada por Imogen Poots (2012).

## Premios y distinciones
Óscar
| Año  | Categoría            | Película            | Resultado |
| ---- | -------------------- | ------------------- | --------- |
| 2004 | Mejor director       | Lost in translation | Nominada  |
| 2004 | Mejor guion original | Lost in translation | Ganadora  |
| 2004 | Mejor película       | Lost in translation | Nominada  |

Festival Internacional de Cine de Cannes
| Año  | Categoría       | Película     | Resultado |
| ---- | --------------- | ------------ | --------- |
| 2017 | Mejor dirección | The Beguiled | Ganadora  |

Festival Internacional de Cine de Venecia
| Año  | Categoría               | Película            | Resultado |
| ---- | ----------------------- | ------------------- | --------- |
| 2003 | Premio Lina Mangiacapre | Lost in Translation | Ganadora  |
| 2010 | León de Oro             | Somewhere           | Ganadora  |